# El amigo de la muerte
El amigo de la muerte es un cuento fantástico de Pedro Antonio de Alarcón escrito en 1852, incluido en sus Narraciones inverosímiles, publicadas en 1882, una colección de narraciones cortas de una gran variedad de géneros y temas, románticas, humorísticas o fantásticas, enmarcadas dentro del conjunto general, que el propio autor denominó Novelas cortas, en las que figuran también sus Cuentos amatorios y sus Historietas nacionales.

## Argumento
La acción transcurre en España en el siglo XVIII, durante el reinado de Felipe V. En 1724, Felipe V abdica en su hijo Luis I, pues tiene la esperanza de acceder al trono de Francia, al estar gravemente enfermo Luis XV. La razón de esto es que según el Tratado de Utrecht, España y Francia no podían estar regidas por la misma persona.
Gil Gil es el hijo bastardo del duque de Rionuevo, que le acoge al llegar a la adolescencia. Su madre murió al dar a luz, y fue criado por su padre putativo, un modesto zapatero, que murió al cumplir él los 14 años. Es entonces cuando le acoge su verdadero padre en su palacio, como paje. Allí conoce a Elena, una muchacha de su edad, hija del duque de Monteclaro, de la que se enamora. 
A los 19 años, muere su padre, el duque, y tiene que volver a la zapatería de su familia. Desesperado por haber perdido su posición y a su amor, piensa en el suicidio como liberación, pero cuando va a beber un veneno, una figura le detiene. Esta dice ser su amiga, y le confiesa que es la Muerte. Gil acepta su amistad, y la Muerte le promete la prosperidad y que será el dueño de Elena. En efecto, Gil adquiere la facultad de poder ver a la Muerte cuando alguien está moribundo, y puede así predecir si morirá en breve. 
Esto le permite ser nombrado médico de la corte de Felipe V, al que predice la muerte de Luis I. Ya ennoblecido, puede casarse con Elena.
La muerte reaparece y lleva a Gil a un viaje en el tiempo, desvelándole la realidad, que no es la que él se esperaba.